# تئودور آگریپا دوبینیه
تئودور آگریپا دوبینیه (به فرانسوی: Théodore Agrippa d'Aubigné) شاعر قرن شانزدهم میلادی اهل فرانسه است.